# エッフェル塔
エッフェル塔（エッフェルとう、仏: La tour Eiffel、英: Eiffel Tower）は、フランスの首都・パリの象徴的な名所となっている塔である。パリ7区、シャン・ド・マルス公園の北西に位置する。パリ万国博覧会に際して建設され、名称は設計および建設者であるギュスターヴ・エッフェルに由来する。

## 歴史

### 高層建築ブーム
19世紀後半、建築技術の進歩や新素材の開発、産業革命による工業力の増加や総体としての富の増大によって、先進各国において相次いで高層建築が建設され、国家の威信をかけて高さ競争が繰り広げられていた。1647年から200年以上にわたって世界で最も高い建築物は同じフランスのストラスブールにあるストラスブール大聖堂（高さ142m）であったが、1874年にはドイツ帝国のハンブルクに建てられた聖ニコライ教会が147mとなって取って代わり、それ以降、この地位は数年ごとに交代を繰り返すようになった。1876年にはフランス・ルーアンのルーアン大聖堂が151m、1880年にはドイツ帝国ケルンのケルン大聖堂が完成して157mとなった。ここまでの高さ競争は全てキリスト教会の尖塔であったが、1884年にはアメリカ合衆国ワシントンD.C.に高さ169mのワシントン記念塔が完成し、これが世界で最も高い建造物となっていた。しかしいずれの建造物も高さは140mから160m台にすぎなかった。

### コンペティション開催
1889年のフランス革命100周年を記念してパリで第4回万国博覧会が開催されることが1884年に決定したものの、当初はそれほど目玉となるプランがあるわけではなかった。そうしたなか、橋梁建設、特に鉄橋において高い評価を得ていた建設会社エッフェル社の技師であるモーリス・ケクランとエミール・ヌーギエは1884年5月に、高さ300mの鉄の塔を建てて万博のシンボルとする案を立てた。この案に同じく社員であるステファン・ソーヴェストルが修正を加え、現在みられるエッフェル塔とほぼ同じ計画案を作成した。この案は社長であるギュスターヴ・エッフェルの賛同と強力な支援を受け、各方面に売り込みが行われた。先行する160m級建築物群を大きく超える高さとなるが、基礎となる技術は、エッフェルが手掛けたポルトガルのマリア・ピア橋（1877年完成）、フランス国内のガラビ高架橋（1884年完成）、アメリカ合衆国ニューヨーク市の「自由の女神像」（1886年完成）を内部で支える鉄製支柱で実証されていた。
1886年、万博の目玉となる大建造物を選定するためのコンペティションが開かれると、エッフェルはソーヴェストルおよびケクランと連名で計画案を提出した。1886年6月3日、コンペティション最優秀作品として委員会が選んだのは3案あり、フェルディナン・デュテルとジャン・カミーユ・ルミジュの作品（美術館など）と、エッフェル、ソーヴェストル、ケクランらの設計図であった。エッフェルらの案は満場一致で採択され、講評は「1889年の万国博覧会用に建てられる塔は決定的な特徴をもち、金属産業の独創的傑作として出現しなければならない。この目的に充分適うのはエッフェル塔のみと思われる」であった。
建設候補地となったのはセーヌ川を挟んだシャン・ド・マルスとトロカデロの2つの地区であったが、トロカデロは地下に空洞があったために地盤が不安視され、シャン・ド・マルスへの建設が決まった。7月には仮契約が締結され、1889年3月31日を工期の期限とすること、20年後の1909年には塔をパリ市に引き渡すこと、および工期中に政府からの補助金150万フランが交付されることとなった。これは予想される総工費650万フランの4分の1以下にすぎず、残りはエッフェル自身の金策によって調達されることとなった。1887年1月8日には本契約が締結された。エッフェル塔の入場料は上記契約により1909年まではエッフェル自身の収入となり、これによってエッフェル塔の建設費を返済していくこととなった。彼はその後、エッフェル塔を管理するための新会社を設立し、資本金の半分を自ら拠出した。

### 建設
1887年1月28日に起工式が行われ、エッフェル塔建設が開始された。まず基礎工事が開始され、潜函工法によって6月11日には基礎が完成した。ついで4本の脚から塔本体の建設が始まり、1888年3月には1階の展望台が完成して4本の脚がつながった。同年8月14日には2階展望台が完成し、1889年2月24日には3階展望台の工事が着工。1889年3月30日には竣工した。3月31日には首相ピエール・ティラールらを招いて竣工式が行われた。竣工式でエッフェルは自らの手で先端にフランス国旗を掲げ、「300メートルの旗竿に国旗を掲げる唯一の国」と語った。
建設は万博に間に合わせるため2年2カ月5日という驚異的な速さで完成した。5300枚のデッサンを描いて、1万8000の部品を工場で生産して送り出し、常時150～300人が現場で組み立てるプレハブ工法を採用した。またエッフェルは熟練作業員による少数精鋭主義をとるとともに工事中の安全対策には特に注意を払い、工事期間中の死者は1人にとどまった。総工費は650万フランであった。

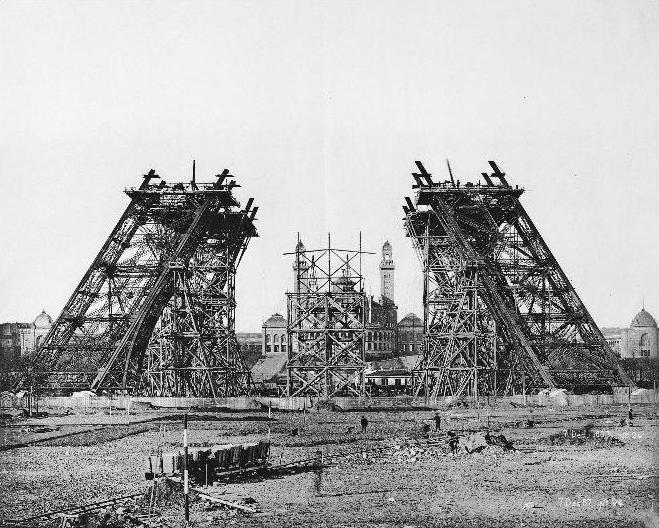
塔の建設（1887年）
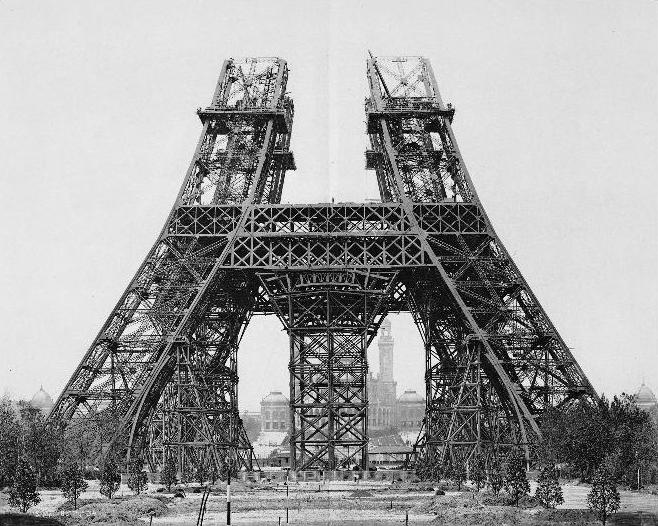
塔の建設（1888年）
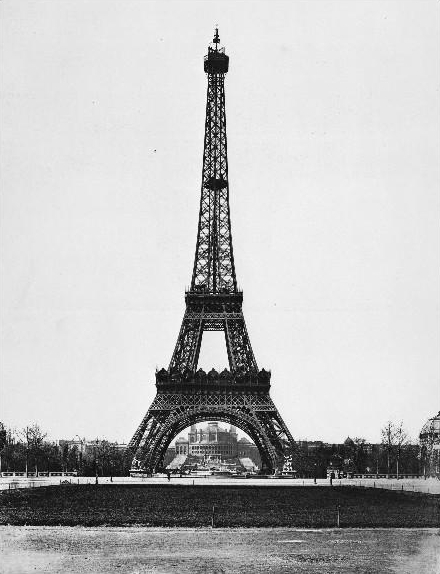
エッフェル塔（1889年）
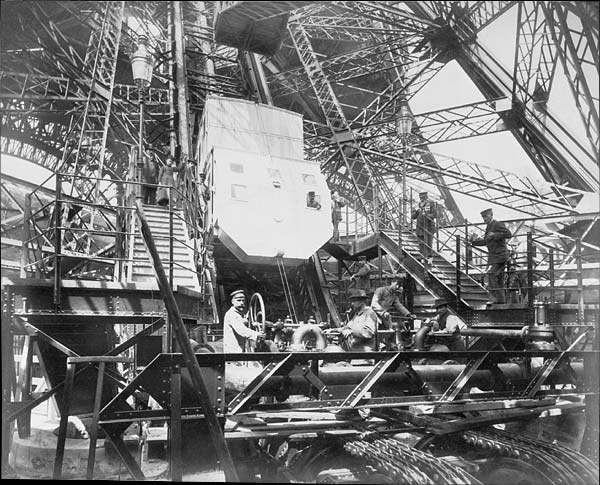
1889年万博当時のエッフェル塔エレベーター

### 当時の評価
後世では「鉄の貴婦人（La Dame de fer）」と称えられるエッフェル塔であるが、建設当時としては奇抜な外見のため、賛否両論に分かれた。1887年2月には、建設反対派の芸術家たちが連名で陳情書を提出している。反対派の文学者ギ・ド・モーパッサンは、エッフェル塔1階のレストランによく通ったが、その理由として「ここがパリの中で、いまいましいエッフェル塔を見なくてすむ唯一の場所だから」と言っている。ここから、「エッフェル塔が嫌いなやつは、エッフェル塔に行け」ということわざも生まれた。

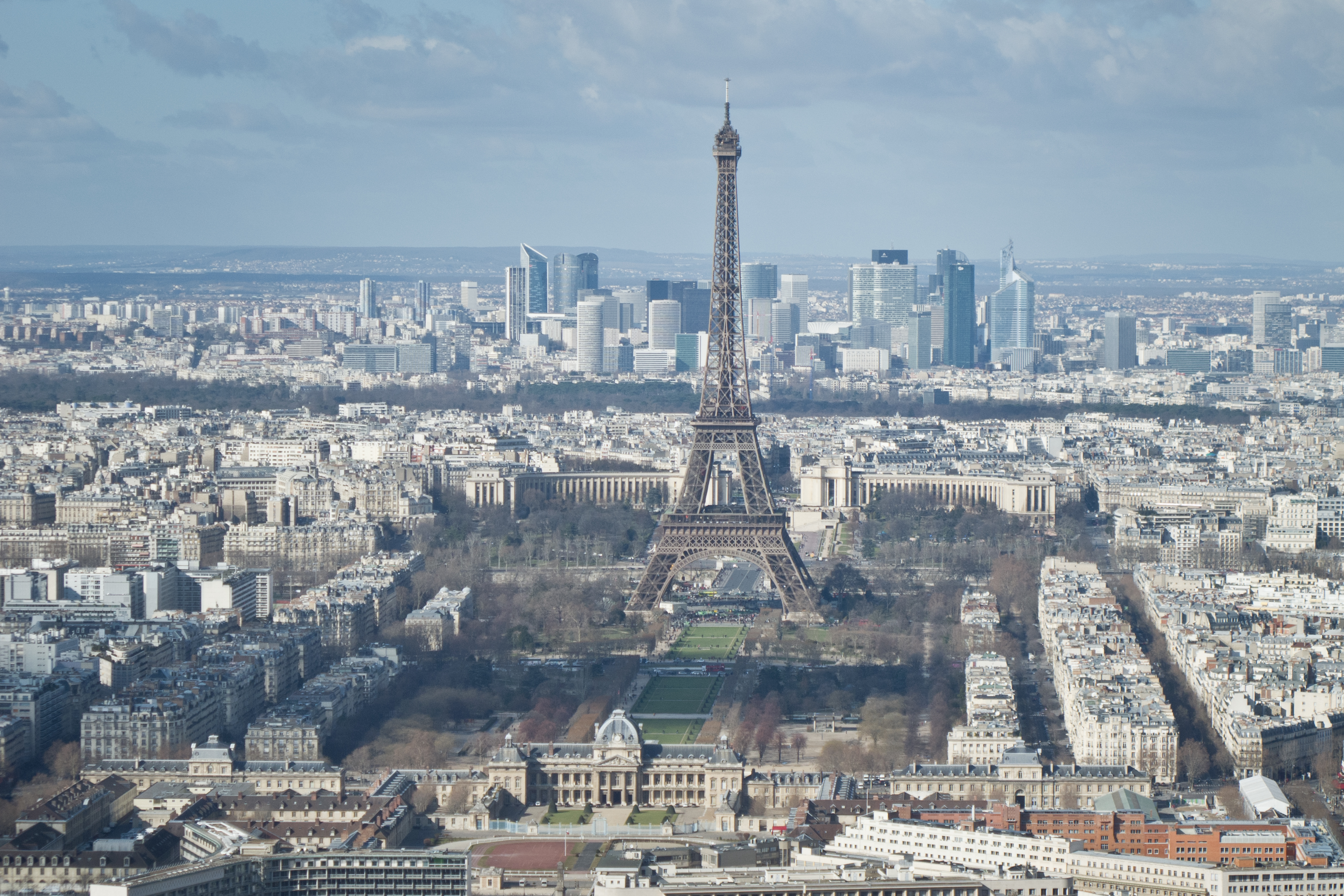
エッフェル塔とラ・デファンスの超高層ビル街

### パリ万博
1889年5月6日に開幕したパリ万博においてエッフェル塔は目玉となり、パリのみならず世界中から観光客が押し寄せた。ただし開幕時にはいまだエレベーターが完成しておらず、エッフェルがエレベーターなしでの一般公開に反対したこともあって、観光客の入場はできなかった。エレベーター自体は5月15日に完成したものの、テストが必要なためしばらく商業運行は不可能だった。しかし来場者や市民からの不満の声が高まったため、同日エッフェルは塔の一般公開に踏み切り、観光客は階段で展望台へと向かった。エレベーター運行までの9日間にエッフェル塔に入場し、1,710段の階段を昇った入場客の数は約30,000人にのぼった。エレベーターは5月26日に運行を開始した。エレベーター料金は1階までが2フラン、2階までが3フラン、最上階までが5フラン、日曜日は半額となっていた。
展望台の上にある塔の最上階には来客用のサロンを備えたエッフェルの小さな私室が設けられた。この私室は現在では一般公開されており、当時の内装がそのまま保存され、またエッフェルおよび著名なゲストたちを模したマネキン人形が展示されている。私室の隣には、様々な実験を行うための研究室も設けられた。この研究室においては、気象観測や空気抵抗の実験などが行われていた。
万博の会期中には、2階に『フィガロ』紙の編集室と印刷機が設けられ、毎日『Le Figaro de la Tour（フィガロ・エッフェル塔版）』を発行していた。会期中にエッフェル塔を訪れた著名人としては、イギリス皇太子であるエドワード王子や、大女優サラ・ベルナール、バッファロー・ビル（彼の『ワイルド・ウェスト・ショー』は博覧会の目玉の一つだった）、トーマス・エジソンなどがいた。エッフェルはエジソンを塔最上階の私室に招き、エジソンは彼の発明した蓄音機をエッフェルへと贈った。これはこの博覧会におけるハイライトの一つだった。塔の1階にはフランス料理、フランドル料理、ロシア料理の3軒のレストランおよびアングロ・アメリカン・バーが設けられていた。
エッフェル塔は大盛況となり、11月8日の博覧会終了までの入場者数は1,896,987人、1889年の入場者数は200万人を記録した。

### 万博終了後

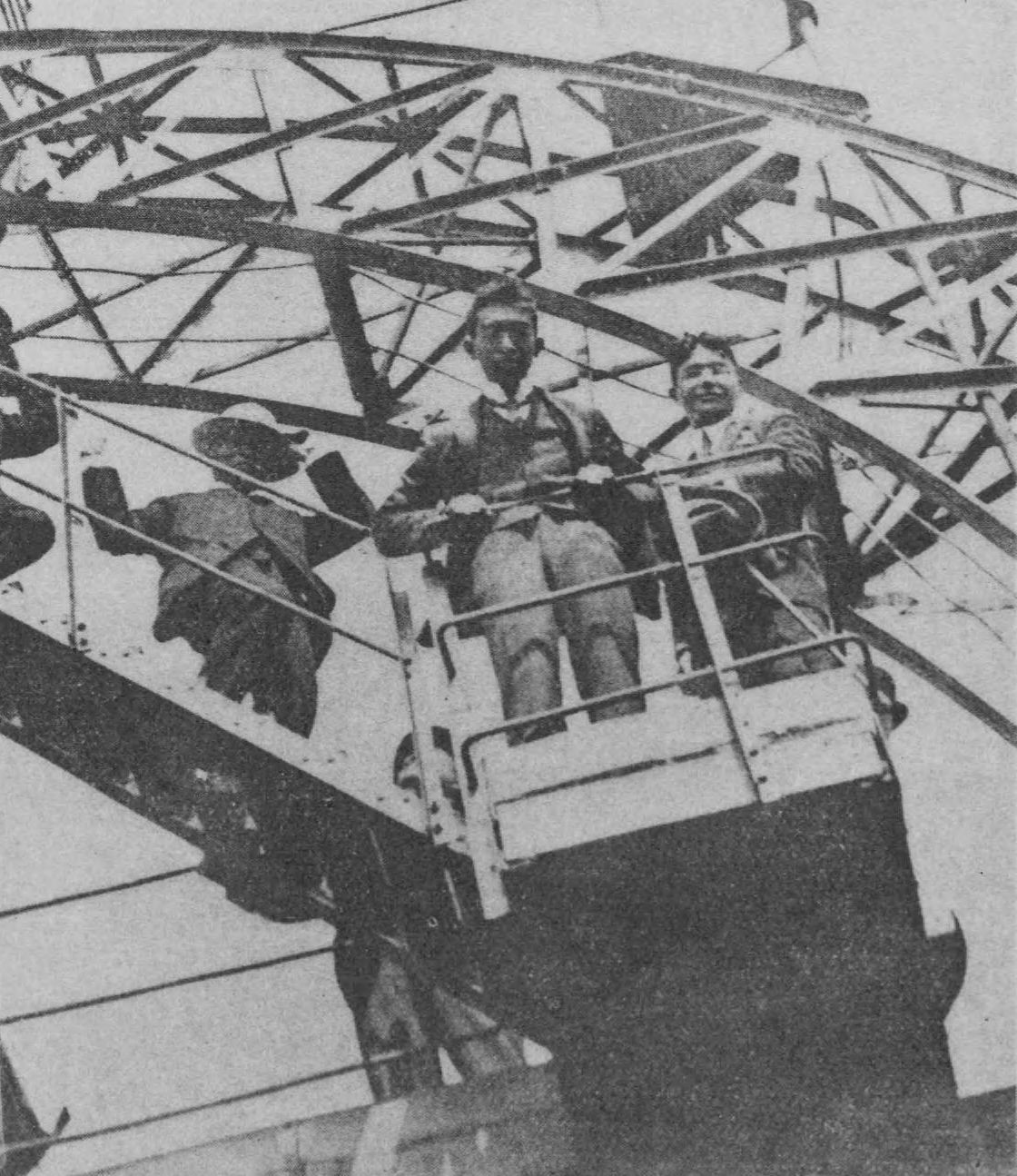
皇太子裕仁親王の欧州訪問時のエッフェル塔観覧（1921年）

万博終了後、エッフェル塔の来訪者は減少していったが、なおも年間10万から20万人台の入場者数は保っていた。1900年に再度パリで万国博覧会が開催されることが決定すると、エッフェル塔は再び万博のパビリオンとして多くの観光客を集めたが、その後の入場者数は低迷を続けた。こうしたことから、塔の権利がパリ市に移る1909年には解体されることが確実視されていた。しかし1904年、フランス軍で通信を担当していたギュスターヴ・フェリエが軍事用の無線電波をエッフェル塔で送受信することを提案し、そのため国防上重要な建築物ということで、取り壊しを免れることとなった。この電波塔としての役割は非常に重要なもので、現代に至るまでエッフェル塔の主目的の一つとなっている。
第一次世界大戦が始まると、エッフェル塔の入場は1915年から1919年まで中止された。大戦中には塔からジャミングを出して、ドイツ帝国軍を悩ませた。1919年に大戦が終わると入場は再開され、1921年にはエッフェル塔からラジオ放送が開始された。1925年にはシトロエンがエッフェル塔に巨大な照明看板を出し、1936年までの11年間この広告は続いた。1930年にはアメリカのニューヨークでクライスラー・ビルディングが完成し、エッフェル塔は世界一高い建造物の地位を失った。第二次世界大戦が始まり、1940年にパリがナチス・ドイツによって占領されるとエッフェル塔も閉鎖された。パリの解放（1944年）後、塔は入場を再開した。2002年11月28日にはエッフェル塔の通算入場者数が2億人に達した。
2011年12月に日刊紙『フィガロ』で、建築家グループが期間限定で塔を樹木で覆う緑化計画を立てていると報道されたが、パリ市や塔運営会社は否定している。

## 構造

エッフェル塔の構造

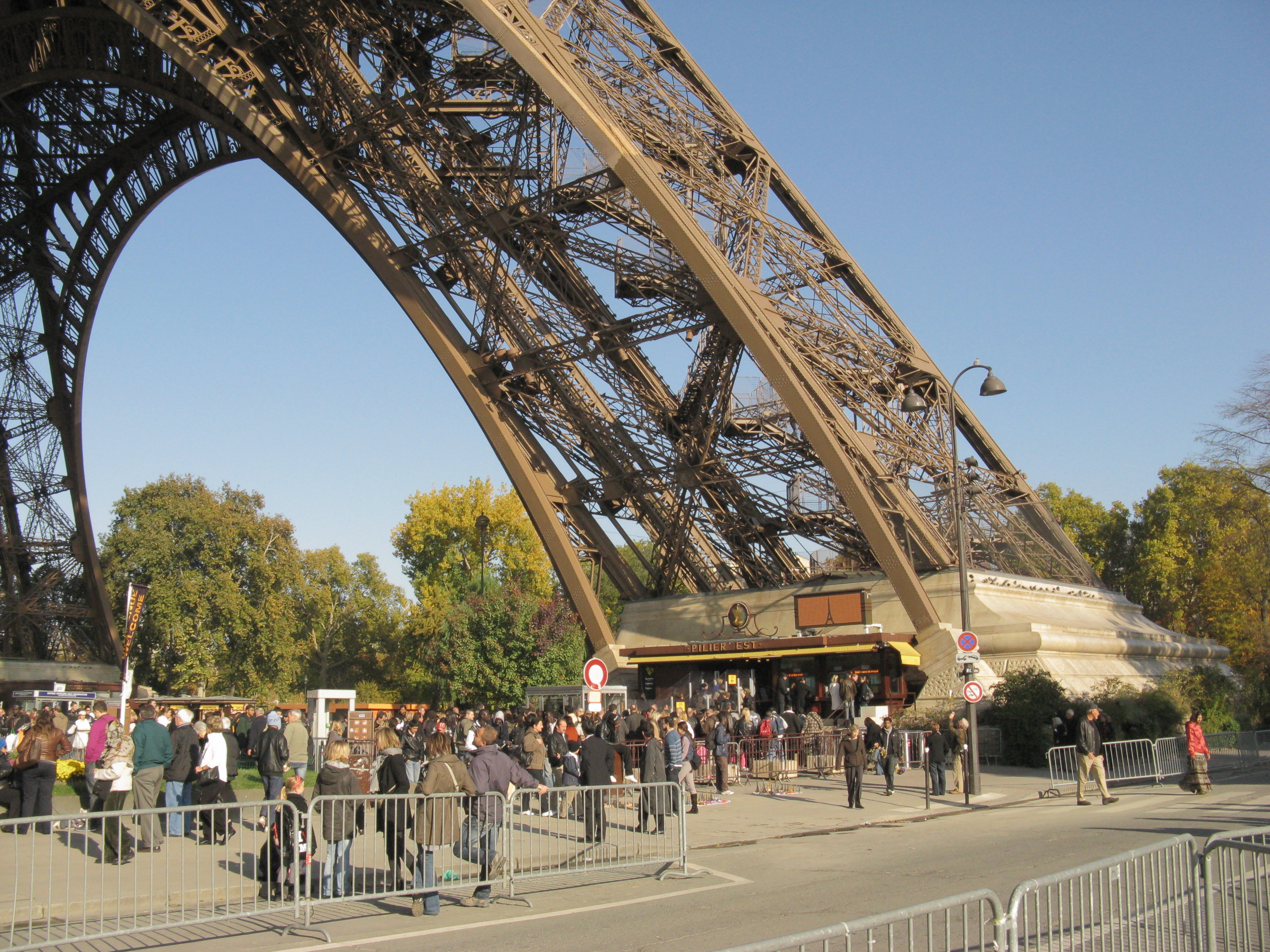
塔脚基礎

エッフェル塔は鋼製ではなく、鋼よりも炭素含有量が少なく、強度の低い錬鉄でできている。エッフェル塔本体の錬鉄の重さは7,300トンで、これにエレベーターや店舗、アンテナを加えた総重量は約10,100トンとなっている。展望台は簡単な柵あるいは金網が設置されているだけの吹きさらしである。展望台は3つあり、高さは第1展望台が57.6m、第2展望台が115.7m、最も高い第3展望台が276.1mである。第2展望台までは階段でも昇ることが可能。水圧エレベーターなど、当時の基本構造は今でも現役で稼動している。塔の支点の下には、水平に保つためのジャッキがある。

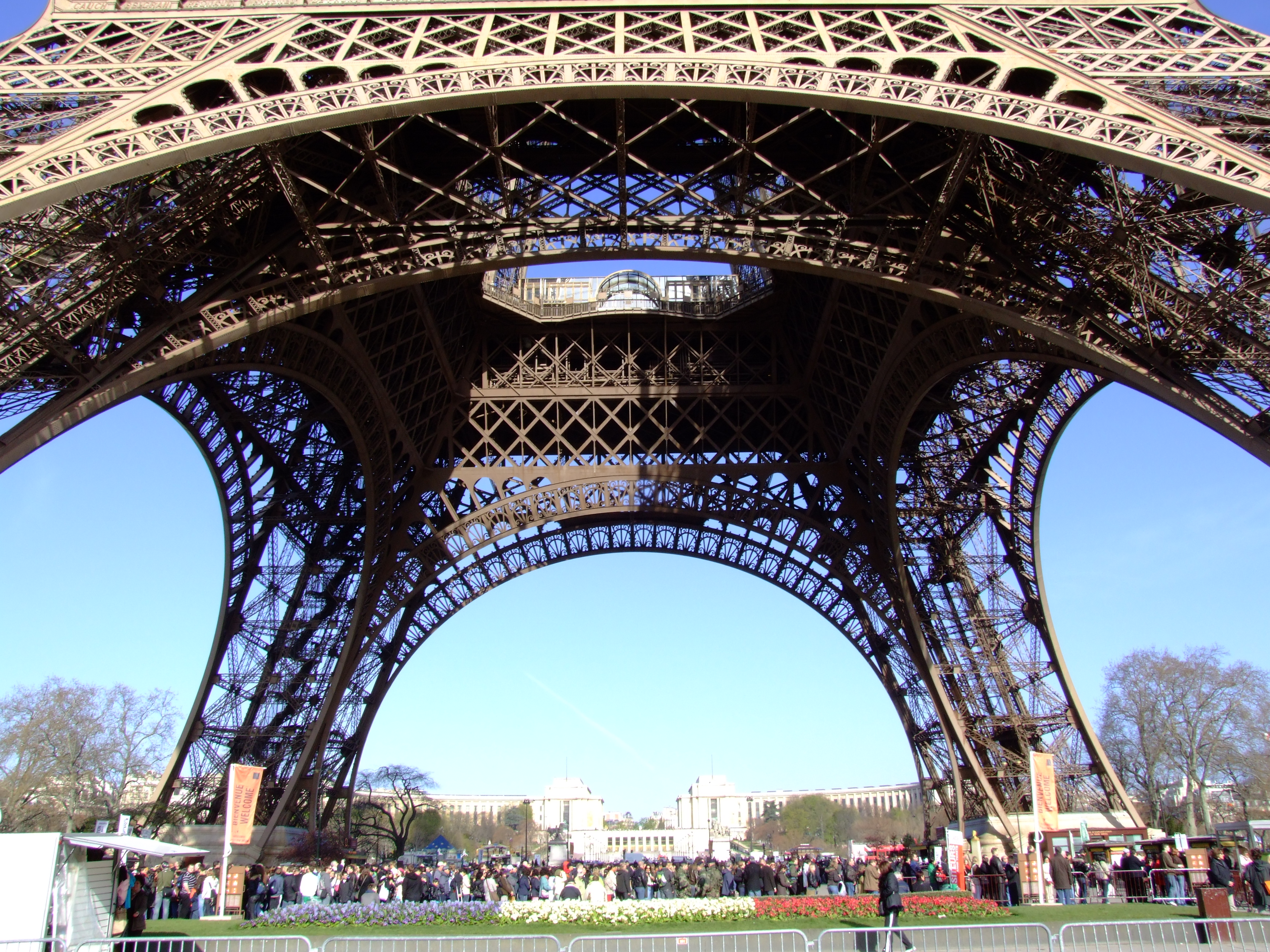
塔の下部アーチ
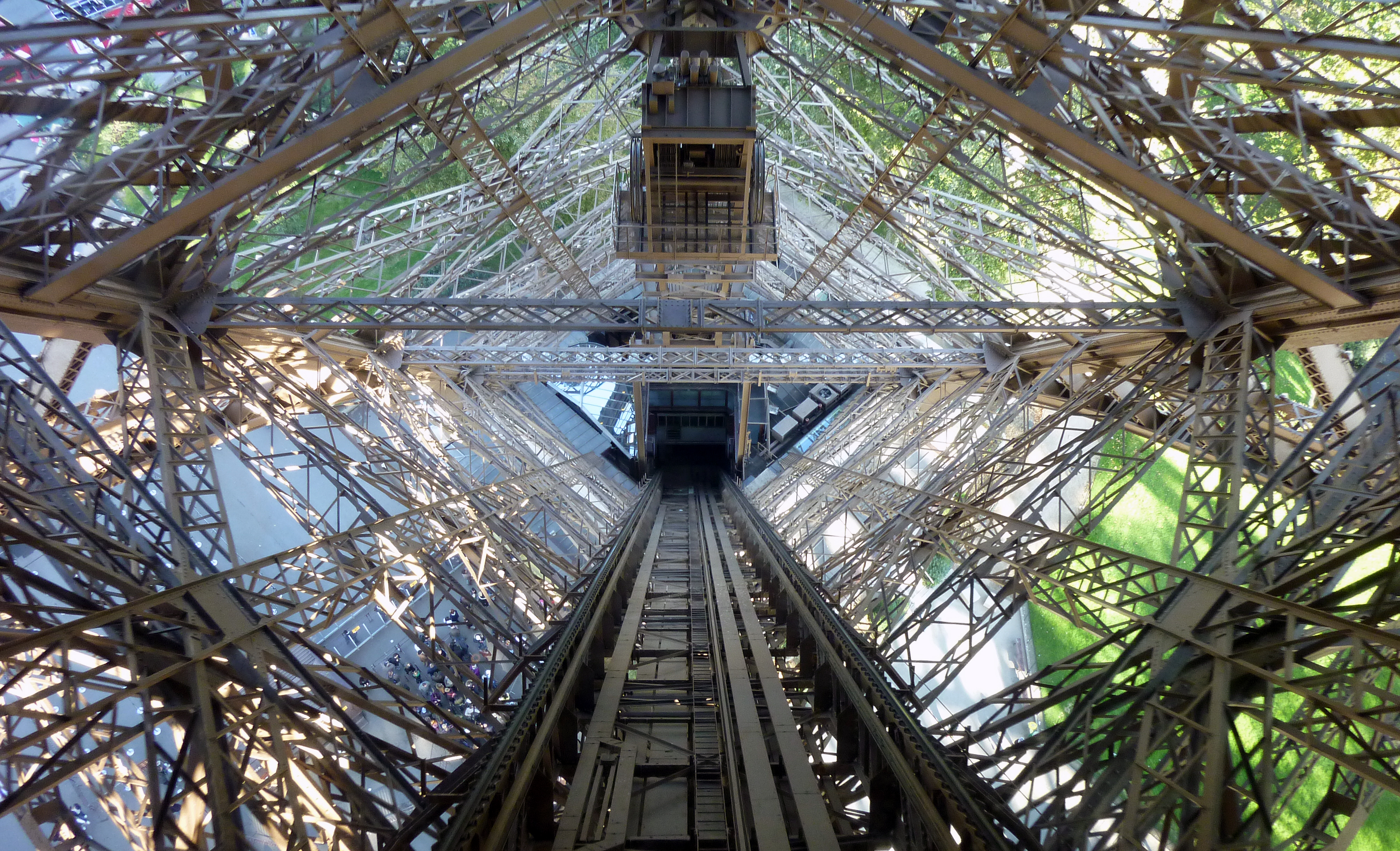
塔脚の内部
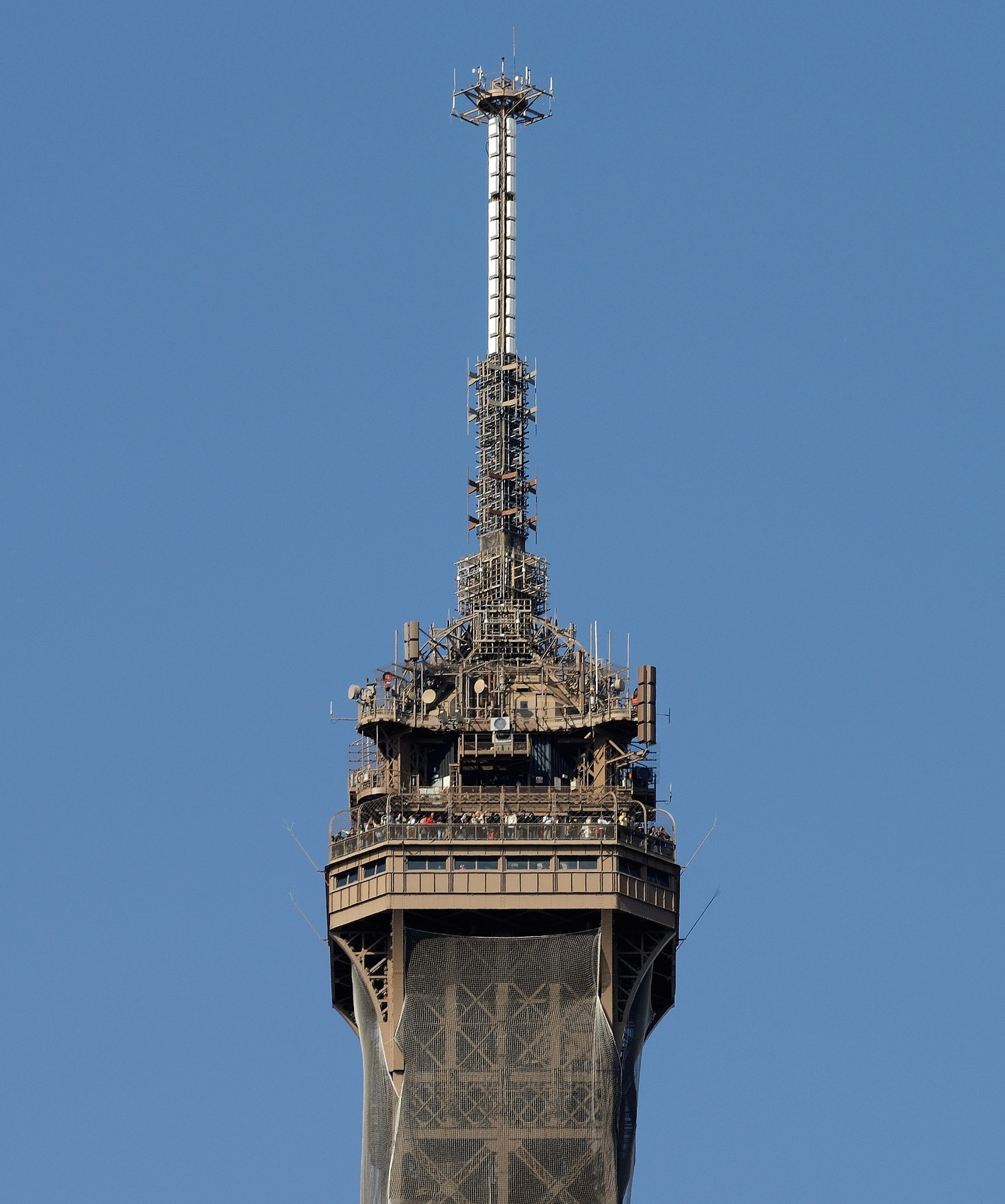
塔の先端

### 高さ
建設当時の高さは312.3m（旗部を含む）で、1930年に米国ニューヨークにクライスラー・ビルディングが完成するまでは世界一高い建造物であった。1957年、アンテナなどを設置して約321mとなった。2000年に放送用アンテナを設置して約324mとなった。
2022年3月15日、ヘリコプターを使って新たに地上デジタルラジオ放送用アンテナが設置され、約330mとなった。

### 塗装
エッフェル塔は錬鉄で作られているため、防錆のためにも塗装は欠かせない。2019年からスタートした20回目の塗装工事では、2023年のギュスターヴ・エッフェル没後100年、2024年のパリオリンピックという記念すべき年を控えていることもあり、過去19回の塗装による塗膜の層を全て剥離して、ギュスターヴ・エッフェルが望んでいたブラウンイエロー（jaune brun）で塗装するという大がかりな工事を予定していた。しかし、剥離した塗膜の層から基準値を上回る鉛が検出され工事が中断した。2022年の完工を予定していたが、パリオリンピックにも間に合わないことが確実となった。
塗装の色はこれまで6度変更され、20回目の塗装工事が完工すれば7度目の変更となる。
- 1887年 - 1888年：ベネチアンレッド（rouge Venise）
- 1889年 - 1891年：レッドブラウン（brun rouge）
- 1892年 - 1898年：ブラウンオーカー（ocre brun）
- 1899年 - 1906年：ベースのオレンジイエロー（jaune orange）からトップのクリアイエロー（jaune clair）まで5色のグラデーション
- 1907年 - 1953年：ブラウンイエロー（jaune brun）
- 1954年 - 1967年：ブラウンレッド（rouge brun）
- 1968年 - 未定：エッフェル塔ブラウン（brun Tour Eiffel）
- 未定 - ：ブラウンイエロー（jaune brun）

※ エッフェル塔公式サイトより抜粋。
現行のエッフェル塔ブラウン（brun Tour Eiffel）の塗装は、下から上へ向けて明るくなる3つのトーンで塗分けられている。塗料の総重量は50tにも達し、7年ごとの塗り替え作業には40万人時の工数を要する。

## 観光

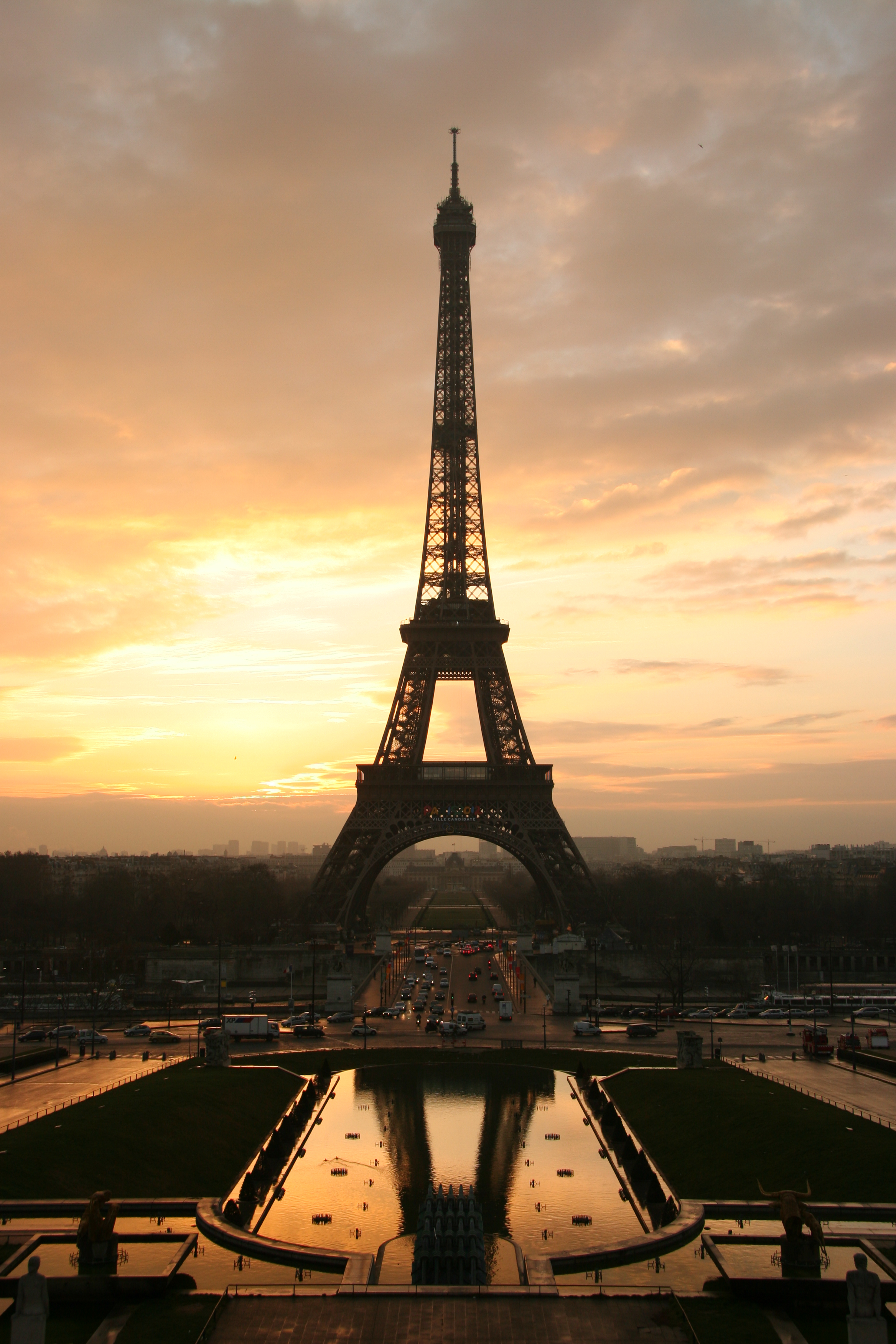
夜明けのエッフェル塔

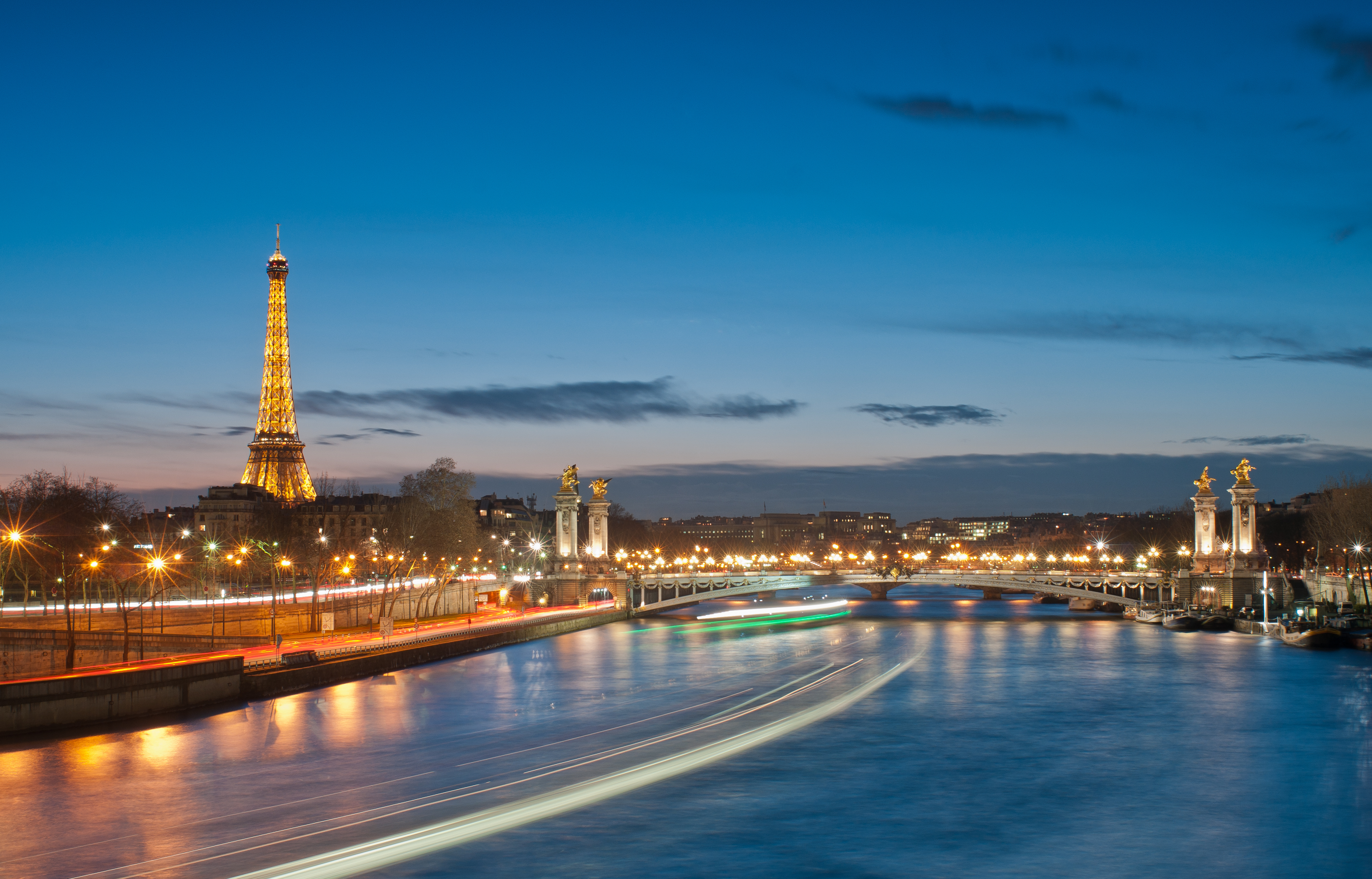
セーヌ川とエッフェル塔

1889年の開業から2004年までの入場者数の推移

現在では、パリを代表するシンボルとなっている。1991年、この塔を含むパリのセーヌ川周辺は世界遺産として登録された。1889年の完成から2006年までに、2億人以上の観光客がエッフェル塔を訪れた。この数字は、2006年に塔を訪れた6,719,200人を含んでいる。この数字はさらに増大しており、2017年9月には通算来場者数が3億人を突破して記念式典が開催された。エッフェル塔は、世界で最も多くの人が訪れた有料建造物である。一日平均で25,000人が塔にのぼるため、入場待ちの行列が長くなる場合がある。
エッフェル塔内部には1階の「Le 58 Tour Eiffel」と、2階の「ジュール・ヴェルヌ」の2軒のレストランが開業している。ジュール・ヴェルヌはスターシェフとして知られるアラン・デュカスの店で、2007年に開業し、専用のエレベーターを持ち、ミシュランガイドでも1つ星を獲得している。
エッフェル塔の最寄り駅は、地下鉄（Métro）利用の場合は6号線ビラケム駅（Bir Hakeim）、または8号線のエコール・ミリテール駅となる。RER（近郊鉄道）利用の場合はC線 シャン・ド・マルス＝トゥール・エッフェル駅（Champs de Mars - Tour Eiffel）で下車する。バスの場合は42、69、82、87番を利用する。
エッフェル塔のバルコニーの下には、エッフェル自身が選んだ72人の偉大なフランスの科学者のリストが、各面18人ずつ刻まれている（「エッフェル塔に名前を刻まれた72人のフランスの科学者の一覧」参照）。

万博
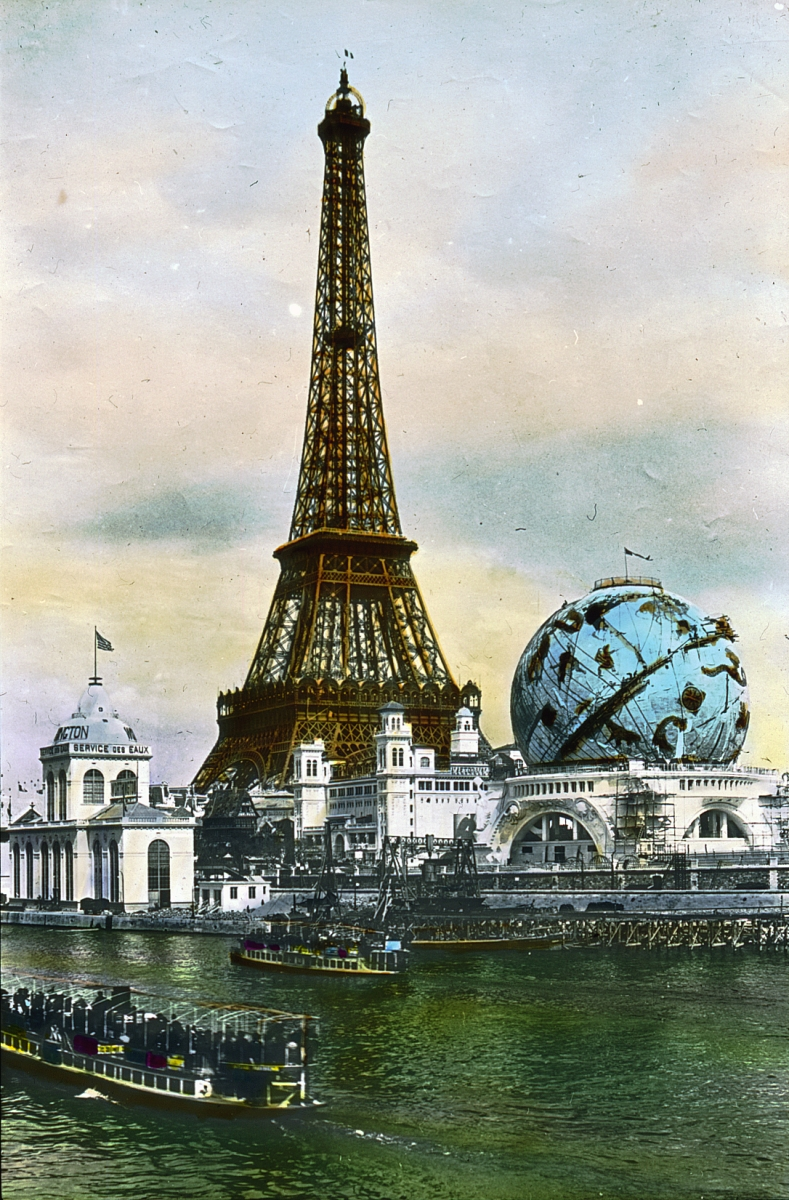
1900年万博でのエッフェル塔。
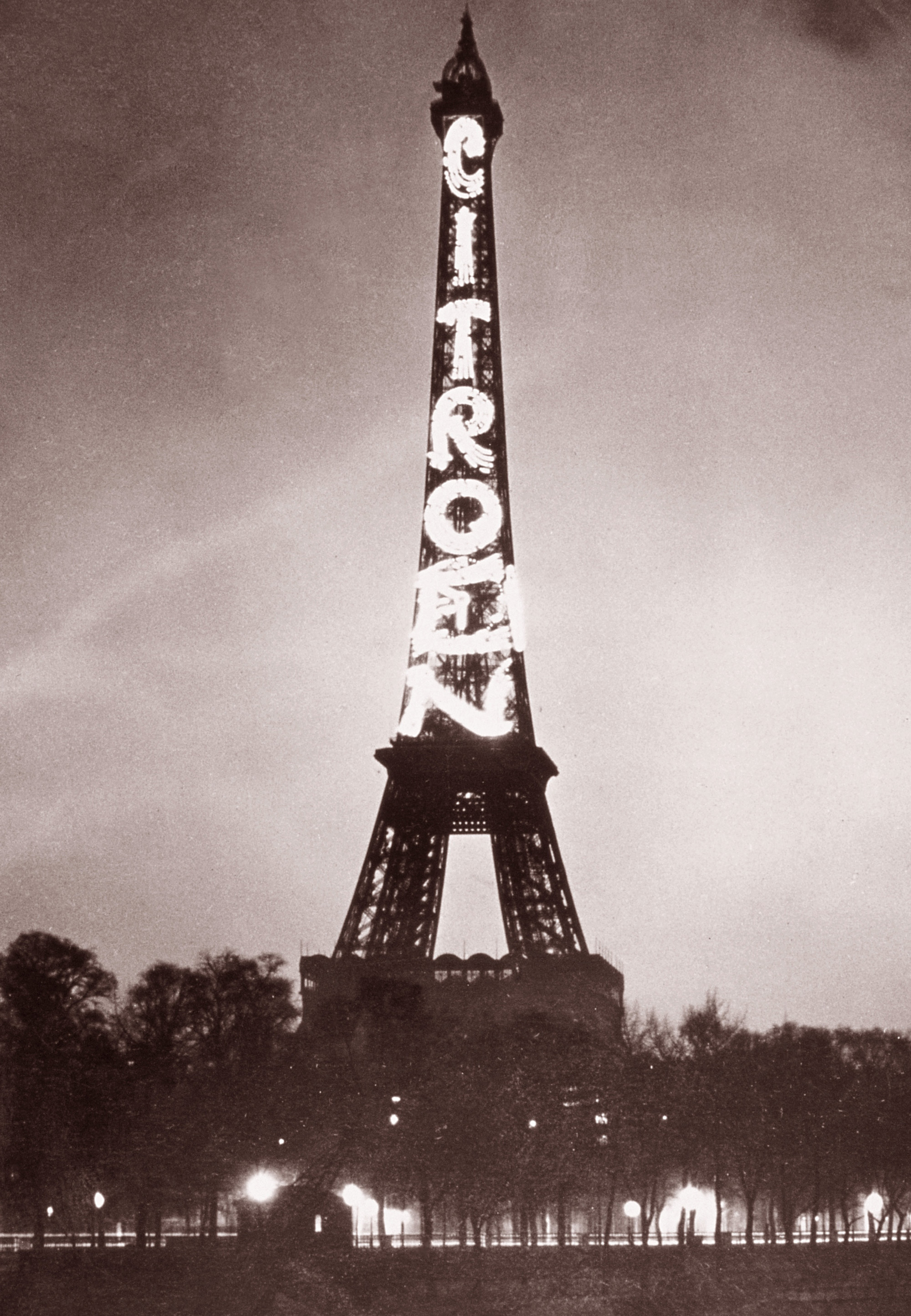
1925年パリ万博から1934年までのエッフェル塔は、夜にはシトロエンの社名の広告電飾が灯った。

## エッフェル塔をめぐる論争
先に述べた通り、エッフェル塔は建設当時その奇抜な外観から批判を受けた。特に芸術家からの批判が多く、1887年2月14日の『ル・タン（Le Temps）』紙には芸術家たちの抗議声明が掲載された。著名な署名者には、画家のエルネスト・メソニエとウィリアム・ブーグロー、作曲家のシャルル・グノー、建築家のシャルル・ガルニエ、作家のモーパッサン（前述）やアレクサンドル・デュマ・フィス、シャルル＝マリ＝ルネ・ルコント・ド・リールらがいる。以下はその文書の一部である。

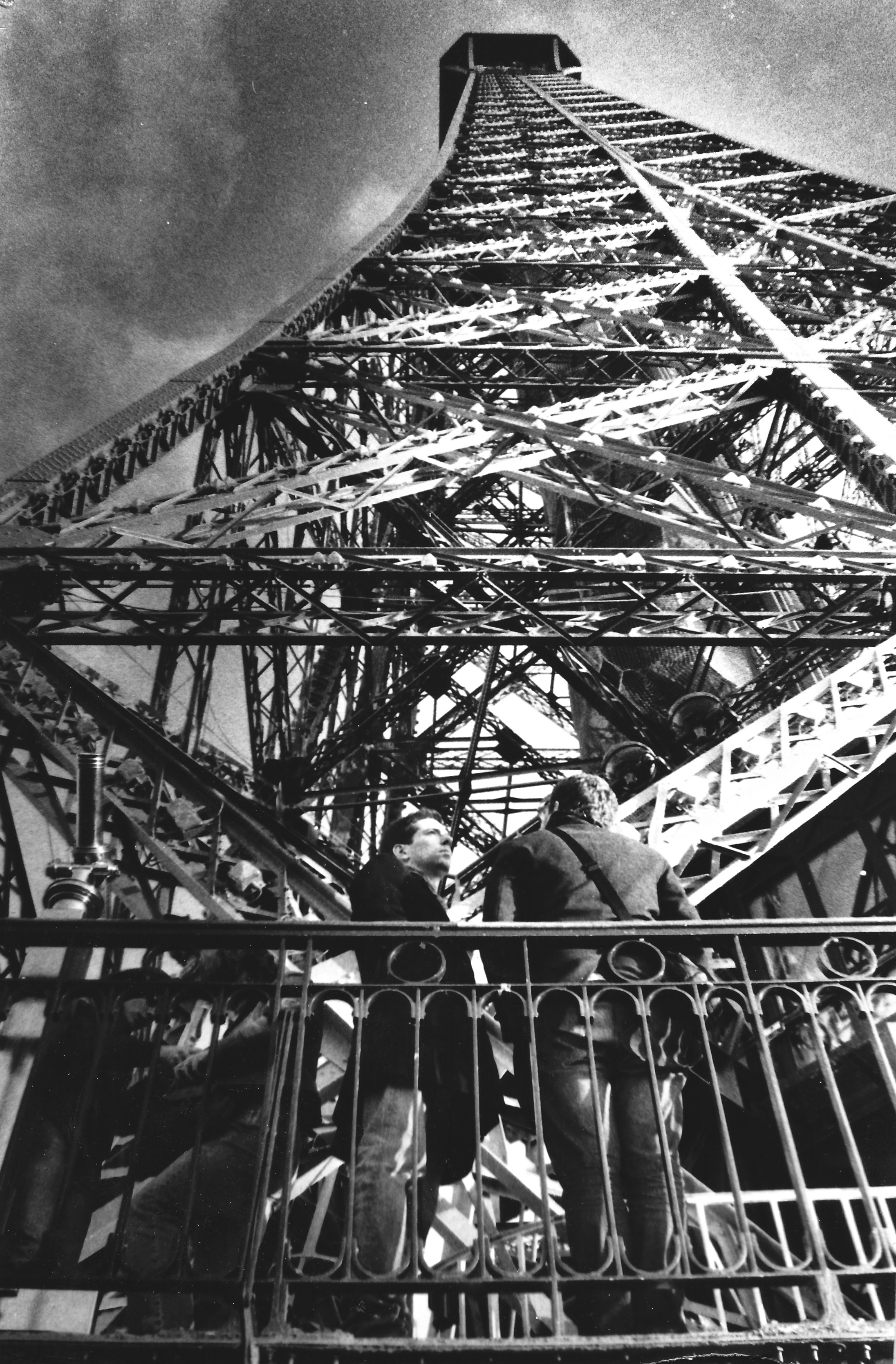
エッフェル塔

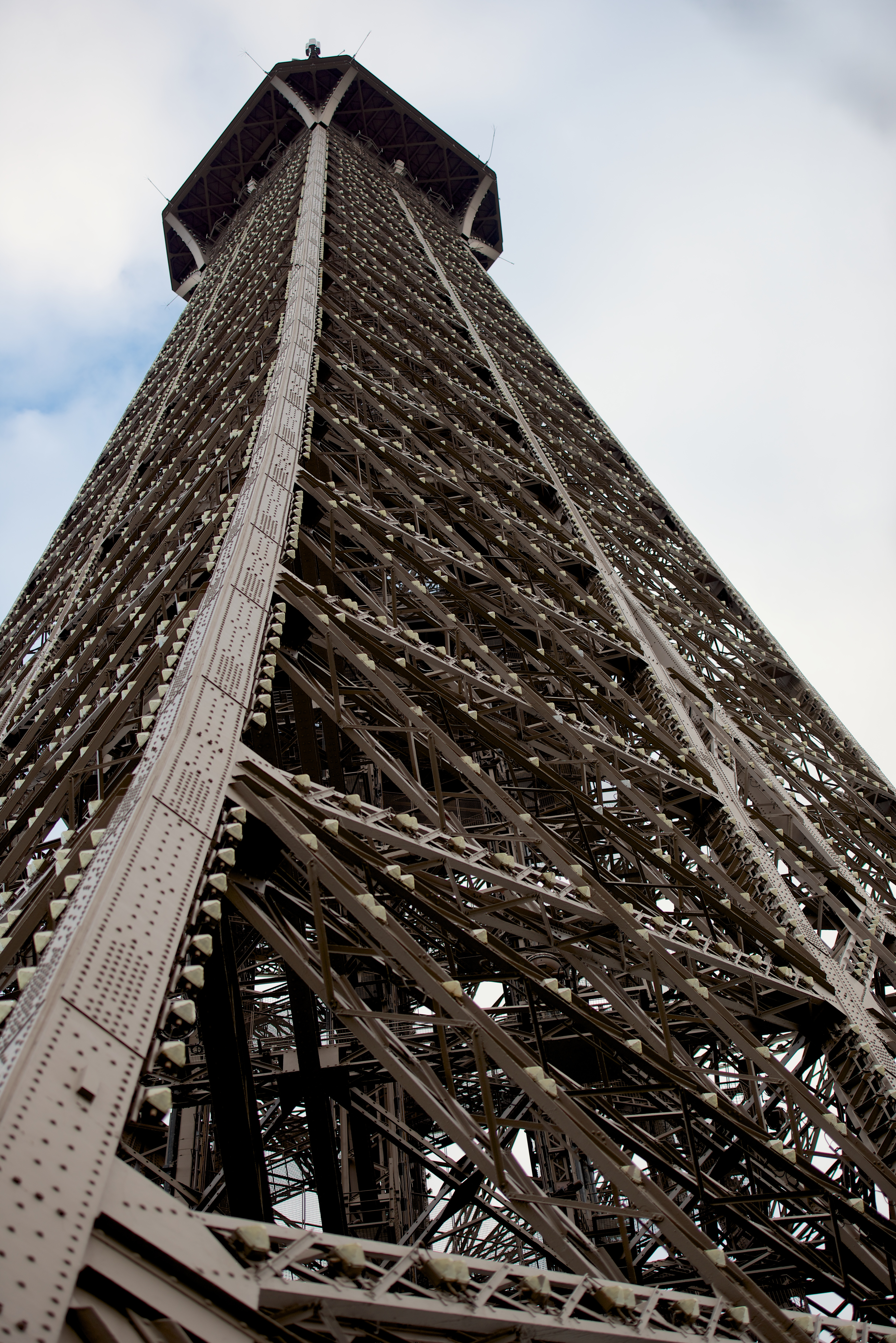
250万個のリベット接合

「われわれ作家、画家、彫刻家、建築家ならびに、これまで無傷に保持されてきたパリの美を熱愛する愛好家たちは、わが首都の真ただ中に、無用にして醜悪なるエッフェル塔、良識と正しい理性を持つ辛酸なる大衆の多くがすでに「バベルの塔」と名指したエッフェル塔の建築に対し、無視されたフランスの趣味の名において、また危機に瀕したフランスの芸術と歴史の名において、あらん限りの力と憤りを込め、ここに抗議するものである。
われわれはいたずらな愛国主義に陥る事なく、パリは世界に並ぶ物のない街である事を高らかに宣言する権利を有する。（中略）
エッフェル塔が、黒く巨大な工場の煙突のごとく、目が眩むような馬鹿げた塔がパリを見下ろし、野蛮な塊でノートルダムやサント・シャペルやサン・ジャックの塔やルーヴル宮や廃兵院のドームや凱旋門といった建築を圧倒し、われらがすべての記念建造物を辱め、すべての建築を矮小化して、唖然とさせるような夢幻の中に消滅せしめることを想像すれば、われわれの主張を納得するに十分である。これから20年間ものあいだ、幾世紀も前からその精気を沸き立たせてきたパリ市全域に、ボルト締めされた鉄製の醜悪な円柱の影が、まるでインクのシミのように長々と横たわるのを見る事になるだろう。パリを愛しその美化に努め、行政の手になる破壊や産業界の蛮行から幾度もこれを守ってきた皆さん、皆さんこそは今一度、このパリを守る栄誉の担い手なのです。」

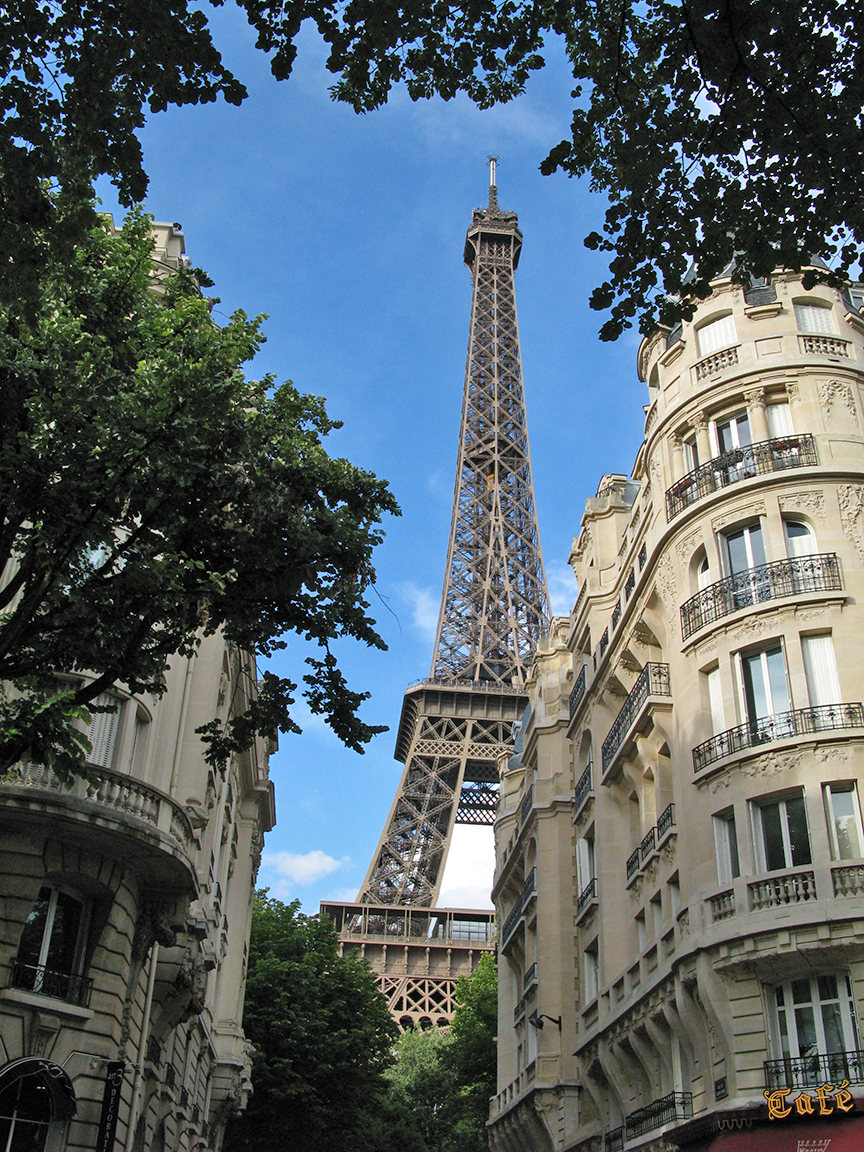
近くの街角から見上げるエッフェル塔

これに対し、ギュスターヴ・エッフェルは、これから建設されるエッフェル塔を芸術的な観点と実利的な有用性の側面から同紙にて反論している。以下はその文書の一部である。
「塔というものに独特の美がある。われわれ技師が、建築物の耐久性のみを考え、優美なものを作ろうとしていないと考えるのは誤りである。この塔について考慮したのは風圧に対する抵抗である。巨大な基礎部分から発している塔の四つの稜曲線は、塔の頂点にいくに従って細くなっているが、そこには力強い美しさが感じられると思う。（中略）
今回の塔は人類史上最高の建造物となるであろう。壮大なものだ。エジプトで讃えられているものが、なぜパリでは醜悪だと言われるのか理解できない。」
また、塔の有用性に関しては以下のように述べている。
「塔は、天文、気象、物理の観測・研究に寄与するものとみられるし、戦時には監視塔として役立つ。つまりこれは、今世紀における工業技術の進歩を輝かしく証明するものとなろう。われわれの時代になって初めてかなり精密に鉄を加工できるようになったことで、かくも大きな事業が実現されるのである。この現代科学の精華といえるものが、パリ市内に聳えたつことがパリの栄光と無縁だというのであろうか。」

## 影響
エッフェル塔の建設は世界に大きな衝撃を与えた。それまで世界最高だったワシントン記念塔の高さ169mの2倍近くにもなる巨塔の建設によって高さ競争は鎮静化し、以後巨大建造物の高さ競争は教会や高層ビルなど、エッフェル塔を除いた各部門別によって争われるようになった。1930年にニューヨークにクライスラー・ビルディングが完成するまでの41年間にわたってエッフェル塔は世界最高の建築物であり続けた。またエッフェル塔によって実現された鉄のトラス構造の塔というコンセプトも広がり、東京タワーを始め後の鉄塔のデザインに大きな影響を与えた。さらにエッフェル塔のレプリカは世界各地に見られ、特に米国ラスベガスのものは有名である。

## 電波塔としてのエッフェル塔
エッフェル塔は電波塔としても使用され、周波数は以下のようになっている。

### FMラジオ
| 周波数   | kW | 局名          |
| -------- | -- | ------------- |
| 87.8 MHz | 10 | France Inter  |
| 89.0 MHz | 10 | RFI Paris     |
| 89.9 MHz | 6  | TSF Jazz      |
| 90.4 MHz | 10 | Nostalgie     |
| 90.9 MHz | 4  | Chante France |

### デジタルテレビ
1957年にテレビアンテナが初めて塔に設置され、エッフェル塔は18.7m高くなった。2000年に実施された追加工事によって塔はさらに5.3m高くなり、その後は324mに、2022年3月15日に上端へ新たなアンテナが設置されて330メートルに伸びた。エッフェル塔からのアナログテレビ信号は2011年3月8日に停波した。
| 周波数     | VHF | UHF | kW  | 局名      |
| ---------- | --- | --- | --- | --------- |
| 182.25 MHz | 6   | —   | 100 | Canal+    |
| 479.25 MHz | —   | 22  | 500 | フランス2 |
| 503.25 MHz | —   | 25  | 500 | TF1       |
| 527.25 MHz | —   | 28  | 500 | フランス3 |
| 543.25 MHz | —   | 30  | 100 | フランス5 |
| 567.25 MHz | —   | 33  | 100 | M6        |

## 塔の著作権
- エッフェル塔自体の著作権は、既にパブリックドメインに属している[55]が、2003年に施されたライトアップ装飾によって「エッフェル塔に新たな創作性が付与された」と解釈され、2005年2月2日に改めてパリ市が著作権を取得した。このため、ライトアップされたエッフェル塔の画像・映像の公表には制約がある[56]。日本ではこのような規制はない[56]。

ライトアップされたエッフェル塔
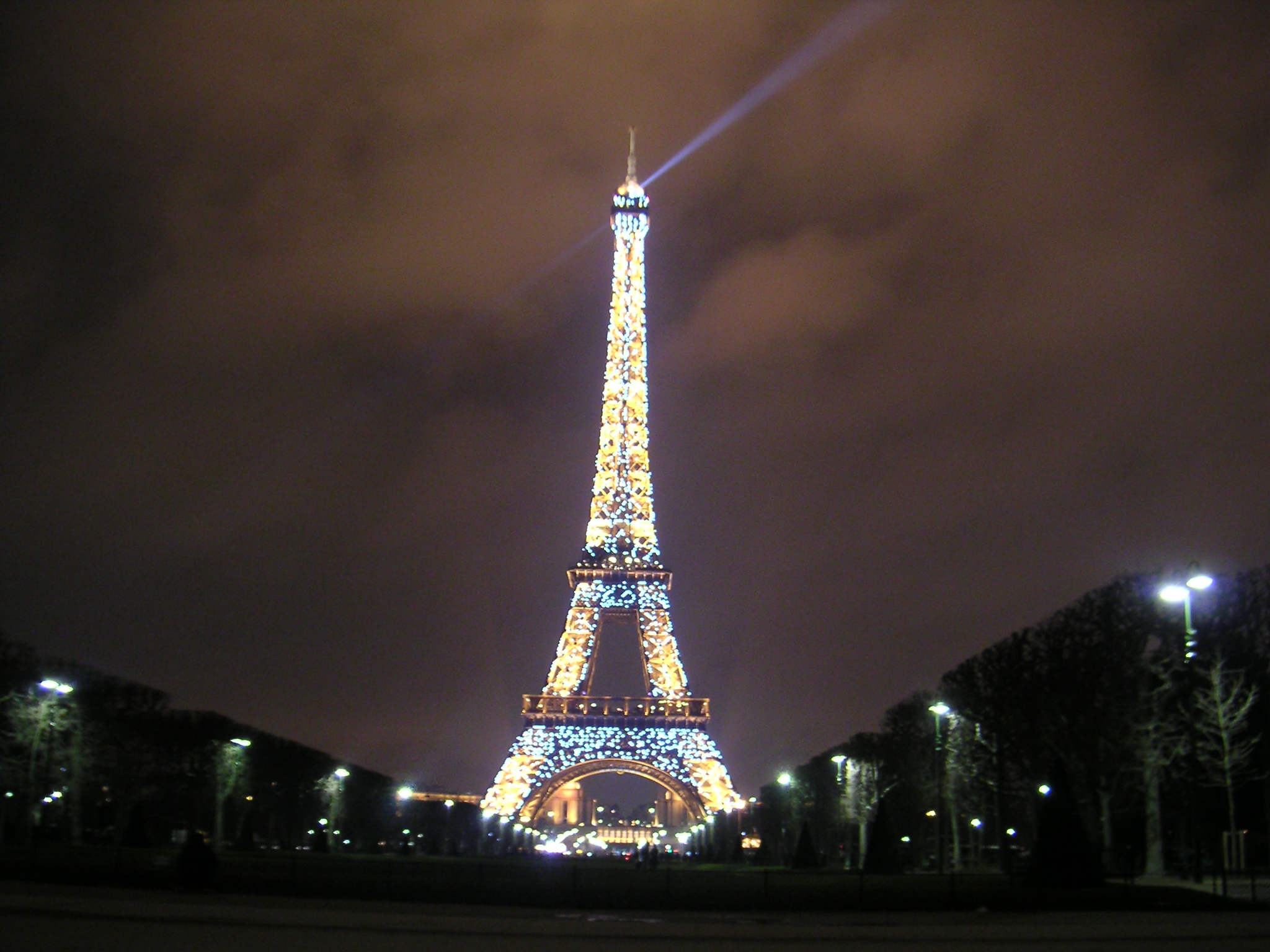
夜のエッフェル塔
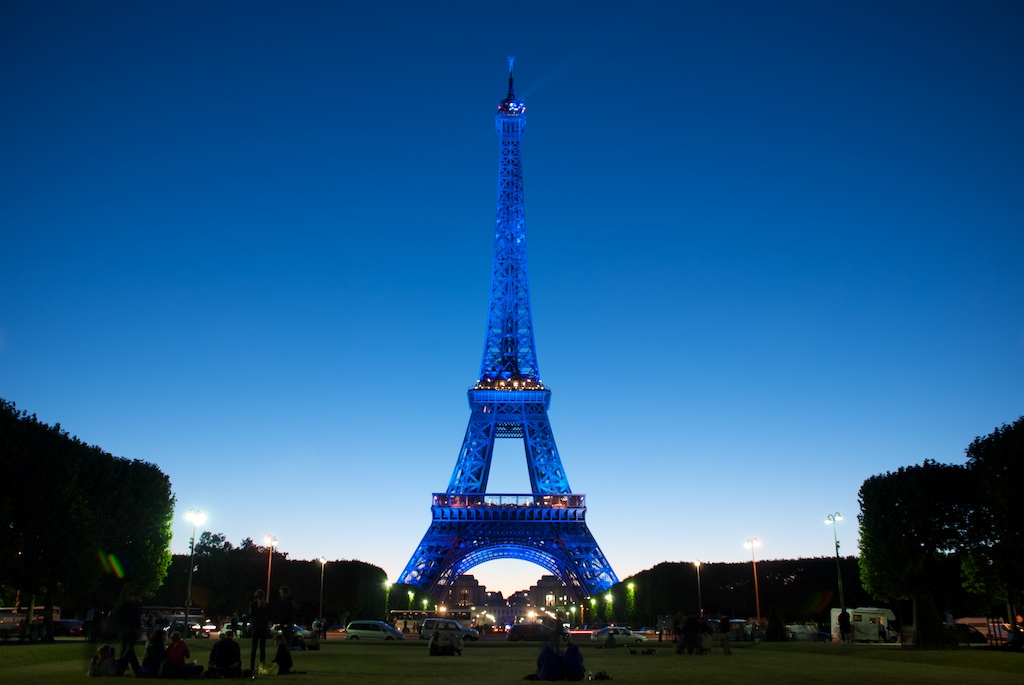
青いエッフェル塔（フランスの欧州連合理事会議長国が始まった時：2008年7月）
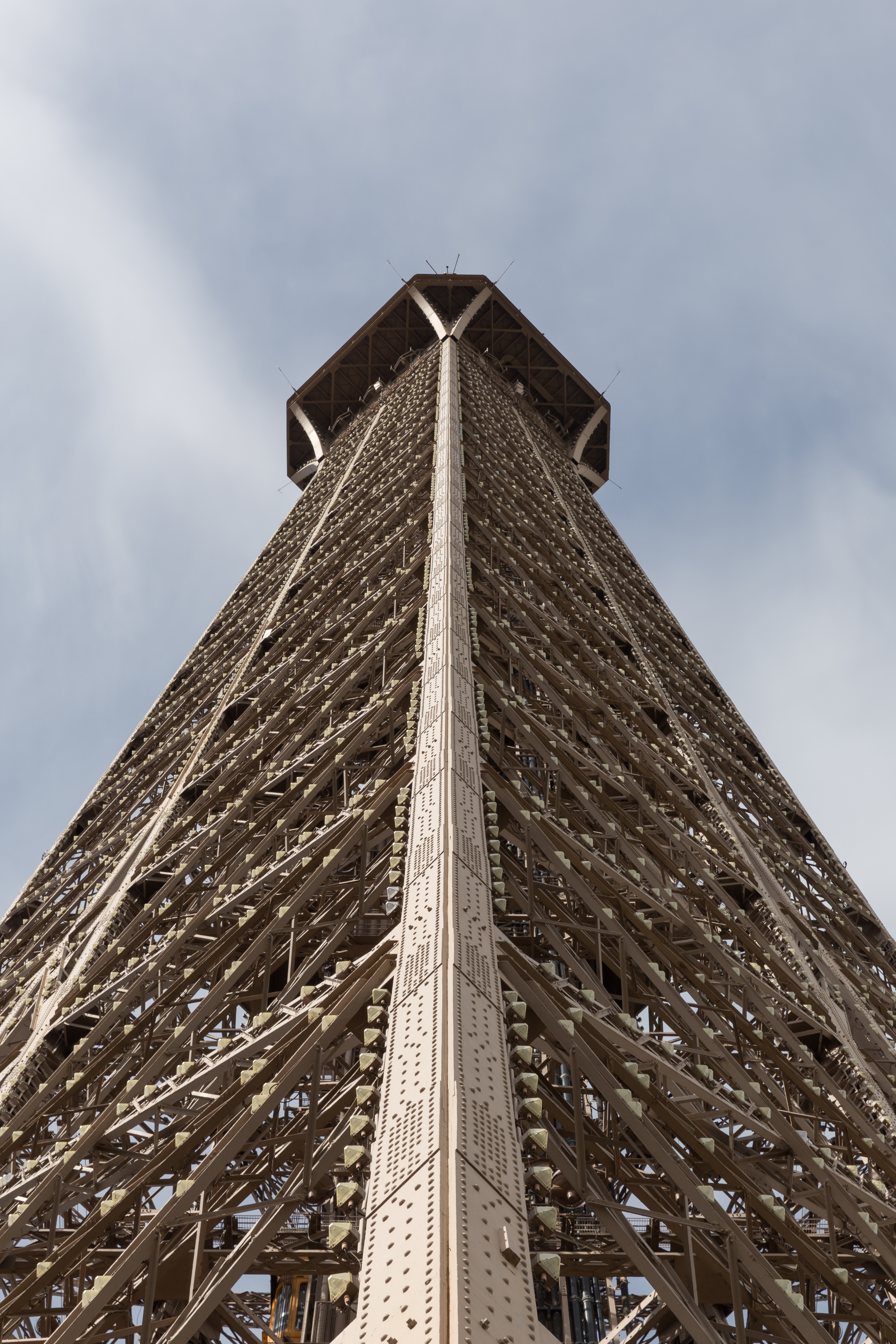
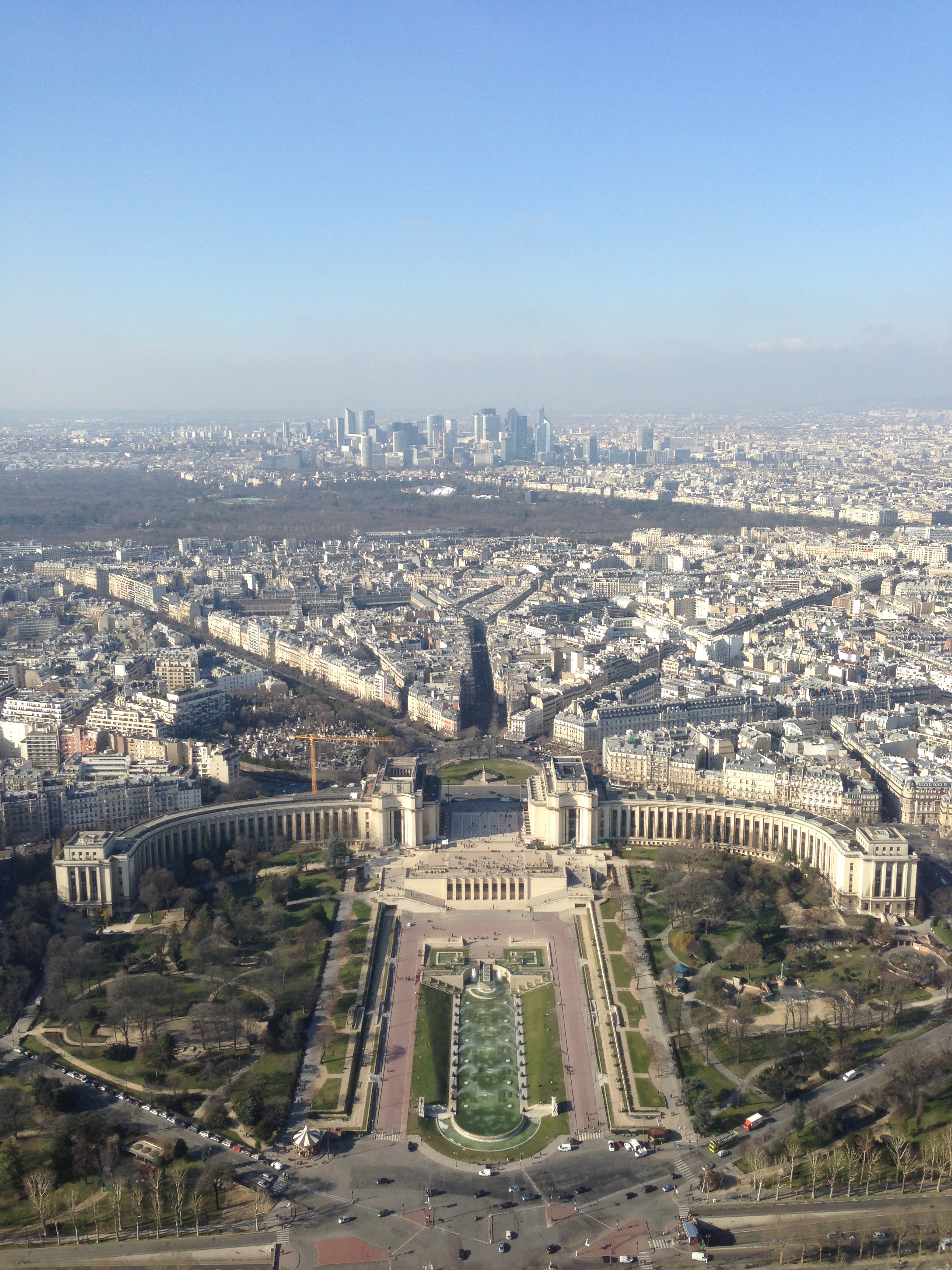
エッフェル塔からの眺望

## 関連人物
モーリス・ケクラン
23歳でエッフェル社鉄骨構造物研究部長となり、技師のエミール・ヌーギエや、建築家のステファン・ソーウェストルとともに、エッフェル塔の設計案や鉄骨構造の計算に協力した。また、エッフェルのあとを継いで、ルヴァロワ・ベレ鉄骨構造物建設会社社長、エッフェル塔会社社長に任命された。ケクランが手がけたエッフェル塔設計図面は、母校のチューリッヒ工科大学（ETH）に飾られている。
ステファン・ソーヴェストル
1846年生まれ。1868年、エコール・デ・ボザール建築科卒業。翌年、モン・サン=ミッシェル修道院建築に関する研究で受賞（シャルル・アルペール・ゴーティエと共同研究）。22歳でプレスト劇場改造の監督に任命され、次第に建築家として認められるようになる。パリの新開地プレーヌ・モンソー地区に、多数の別荘や邸宅を建設。エッフェルとの最初の仕事は、1878年パリ万博のガス・パビリオン建造だった。のちエッフェル社の建築部長となり、モーリス・ケクランやエミール・ヌーギエらと協力して、エッフェル塔の設計監理に従事。その後、ムニエ一家をパトロンとして建築作品を残す。1905年には、ノワジエルのチョコレート工場近代化に貢献。1919年死去。
フランツ・ライヒェルト
発明家。パラシュートと同じ原理で地上に降りる外套を開発し、1912年2月4日、エッフェル塔のデッキから飛び降りたものの、外套は開かず地上に墜落死した。彼の死はエッフェル塔最古の事故死の記録映像として残されている。

## その他
- チャールズ・リンドバーグの「翼よ、あれがパリの灯だ」という名言の「パリの灯」とは、1925年から1936年まで自動車メーカーのシトロエンがエッフェル塔に掲げていた巨大な電飾広告の事だと言われることもあるが、「翼よ、あれがパリの灯だ」という台詞は日本でのみ広まっている後世の脚色である（リンドバーグの項を参照）。
- エッフェル塔に「正面」はない（東京タワーにはある）。このことは1985年に行われた第9回アメリカ横断ウルトラクイズの国内第1次予選で第1問として出された。この年のみ決勝がパリで行われることに伴う問題である。
- モーパッサンはしばしば塔のレストランで昼食をとった。とはいえ彼は塔を好きではなかった。「パリで塔が見えないのはこの場所だけだ」と彼は言ったものだった。（ロラン・バルト『エッフェル塔』）　→「§ 当時の評価」の補足